# Eurylyte
Eurylyte (altgriechisch Εὐρυλύτη Eurylýtē)  ist eine Gestalt der griechischen Mythologie.
Laut einem Fragment des verlorenen Epos Naupaktika, das dem wohl im 7. oder 6. Jahrhundert v. Chr. lebenden griechischen Dichter Karkinos von Naupaktos zugeschrieben wird, war Eurylyte durch ihren Gatten, König Aietes von Kolchis, die Mutter des Absyrtos. In den Argonautika des Apollonios von Rhodos wird die Gattin des Aietes dagegen Asterodeia genannt.